# Ferlach
Ferlach (eslovè: Borovlje) és una vila de Caríntia, situada a la vall de Rosental (eslovè: Rož) és a dir, «vall de les roses». És la vila més meridional d'Àustria, a 17 km al sud de Klagenfurt (eslovè: Celovec) al vessant nord de les muntanyes Karawanken.

## Història
Ferlach es va fundar molt probablement al segle xii. L'any 1246, està documentat per primer cop el poble de Ferlach, que apareix com a Vörelach. Rebia el seu nom pels boscos de pins veïns (alemany: Föhre, pi; eslovè: Borovlje: Bosc de pins).
Al segle xv s'hi van establir forges i indústries de tractament del ferro i al començament del segle xvi els armers, que aviat van obtenir una fama mundial. Aquesta indústria arribà al seu apogeu durant el govern de l'emperadriu Maria Teresa I d'Àustria, quan els armers proveïen els exèrcits d'Àustria, França, Espanya i Turquia. Però, les dècades següents la demanda d'armes per usos militars va minvar i Ferlach es va centrar en la producció d'armes de caça. Els fusells de caça que s'hi fan, generalment elaborats a mà, encara avui gaudeixen avui d'una reputació excel·lent.